# Eugene Ely

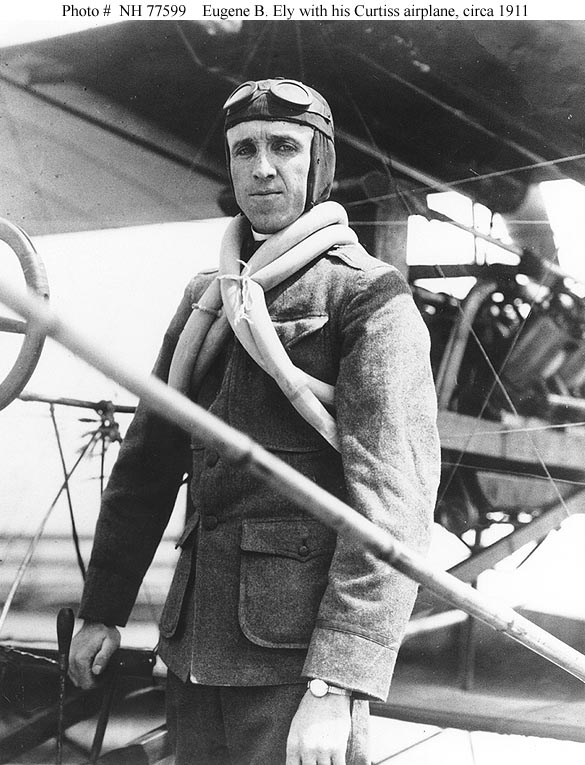
Eugene Ely runt 1911.

Eugene Burton Ely, född 21 oktober 1886 i Williamsburg i Iowa, död 19 oktober 1911, var en amerikansk flygpionjär.
Han var den förste att lyfta med ett flygplan från däcket på en amerikansk kryssare, den 14 november 1910, kl. 03.16. Han var också den förste att landa med ett flygplan på ett fartyg, den 18 januari 1911. Hans Curtiss biplan landade på en specialkonstruerad 120 fot plattform på den amerikanska kryssaren Pennsylvania i San Francisco-bukten.